# Parafia św. Szymona z Lipnicy w Koleczkowie
Parafia św. Szymona z Lipnicy w Koleczkowie – rzymskokatolicka parafia usytuowana w przy ulicy Partyzantów Kaszubskich w Koleczkowie w gminie Szemud. Wchodzi w skład dekanatu Kielno w archidiecezji gdańskiej.

## Historia
- 19 sierpnia 2007 – Arcybiskup Metropolita Gdański – Tadeusz Gocłowski, dekretem biskupim erygował i ustanowił parafię;
- Maj 2008 – 1 maja ukończono budowę kaplicy, a po jej ukończeniu, tj. 30 maja, został ustawiony na placu kościelnym krzyż;
- Lipiec 2011 – 24 lipca odbyło się położenie i poświęcenie pierwszych cegieł i murów kościoła[1], a 25 lipca ruszyły roboty budowlane przy ścianie wschodniej i południowej. Przewidywany zakres prac w pierwszym etapie, to wybudowanie ścian do wysokości ok. 4 m[2];
- 14 listopada 2019 – rozpoczęcie dalszych prac budowlanych ponieważ musiało upłynąć sporo czasu ze względu na środki finansowe, żeby można było kontynuować prace. Nie był to jednak czas stracony. W tym czasie powstał budynek plebanii i obecnie trwają już prace przy budowie wieży kościoła. Zakres robót obejmuje podniesienie o 3 m murów, wykonanie chóru oraz filarów do konstrukcji więźby dachowej[3].

## Proboszcz
- od 19 VIII 2007: ks. mgr Roman Naleziński[4]